# Gmina Kcynia
Gmina Kcynia là một gmina thành thị-nông thôn (quận hành chính) ở quận Nakło, Kuyavian-Pomeranian Voivodeship, ở phía bắc miền trung Ba Lan. Khu vực hành chính của nó là thị trấn Kcynia, nằm khoảng 18 kilômét (11 mi) về phía tây nam của Nakło nad Notecią và 38 km (24 mi) về phía tây của Bydgoszcz.
Gmina có diện tích 297,02 kilômét vuông (114,7 dặm vuông Anh), và tính đến năm 2006, tổng dân số của nó là 13.730 người (trong đó dân số của Kcynia lên tới 4.579 người và dân số của vùng nông thôn của gmina là 9.051 người).

## Làng
Ngoài thị trấn Kcynia, Gmina Kcynia bao gồm các làng và các khu định cư như bak, Chwaliszewo, Dębogóra, Dobieszewko, Dobieszewo, Dziewierzewo, Elizewo, Głogowiniec, Gorki Dąbskie, Gorki Zagajne, Grocholin, Gromadno, Iwno, Józefkowo, Karmelita, Karolinowo, Kazimierzewo, Kowalewko, Kowalewko-Folwark, Krzepiszyn, Łankowice, Laskownica, Ludwikowo, Malice, Miaskowo, Miastowice, Mieczkowo, Mycielowo, Nowa Wies Notecka, Palmierowo, Paulina, Piotrowo, Rozpętek, Rozstrzębowo, Sierniki, Sipiory, Słupowa, Słupowiec, Smogulecka Wies, Stalówka, Studzienki, Suchoręcz, Suchoręczek, Szczepice, Tupadły, Turzyn, Ujazd, Weronika, Włodzimierzewo, Zabłocie, Żarczyn và Żurawia.

## Gmina lân cận
Gmina Kcynia được bao quanh bởi các gmina khác như Gołańcz, Nakło nad Notecią, Sadki, Szubin, Wapno, Wyrzysk và nin.